# Robert Stanley (Maler)
Robert „Bob“ Stanley (* 3. Januar 1932 in Yonkers, New York; † 15. November 1997 in New York City, USA) war ein US-amerikanischer Grafiker und Maler und wichtiger Vertreter der Pop-Art in den USA, vor allem für seine Druckgrafiken bekannt.

## Leben und Werk
Robert Stanley studierte an der Art Students League of New York, danach an der Brooklyn Museum Art School. Seine erste Einzelausstellung fand 1965 in der Bianchini Gallery in New York statt.
Seine Arbeiten sind Teil der Sammlungen wichtiger Museen, dazu gehört das Museum of Modern Art, das Metropolitan Museum of Art und das Whitney Museum of American Art in Manhattan; das Modern Art Museum of Fort Worth in Fort Worth, Texas, die Corcoran Gallery of Art in Washington, D.C., das Milwaukee Art Museum und das Museum für Moderne Kunst in Frankfurt am Main. (Smile, 1966, Acryl auf Leinwand, Inv. Nr. 2006/261).
Robert Stanley war im Jahr 1968 mit sechs seiner Druckgrafiken Teilnehmer der 4. documenta in Kassel.

## Ausstellungen
- 2015: Ludwig Goes Pop, Museum Moderner Kunst Stiftung Ludwig; MUMOK, Wien
- 2012: Leben Mit Pop!, Museum der bildenden Künste Leipzig, Leipzig
- 2011: Nie wieder störungsfrei!, Ludwig Forum für Internationale Kunst, Aachen
- 2010: The Dorothy and Herbert Vogel Collection: Fifty Works for Fifty States, Columbia Museum of Art, Columbia, SC
- 2008: Good Vibrations - Le arti visive e il Rock, Complesso Museale di Santa Maria della Scala, Siena
- 1999: Melancholie und Eros In Der Kunst Der Gegenwart, Städtische Galerie Delmenhorst, Delmenhorst
- 1978: Another Aspect of Pop Art, MoMA PS1, New York, NY
- 1977: Bob Stanley and Bart Wasserman: Exhibition of New Work, MoMA PS1, New York, NY
- 1976: Druckgrafik von Künstlern der USA nach 1945, Kunsthalle zu Kiel, Kiel
- 1973: Whitney Biennial 1973 - Whitney Museum of American Art, New York, NY
- 1968: documenta 4 - Documenta, Kassel; The Obsessive Image 1960–1968, Institute of Contemporary Arts, London